# 橙花醇
橙花醇（英文：Nerol）又称β-柠檬醇，是香叶醇的双键异构体，是一种单萜醇。

## 性质
无色渍状液体，有玫瑰和橙花的香气。无旋光性。几乎不溶于水，与乙醇、乙醚、氯仿混溶。容易失水生成苧烯。
天然橙花醇及其酯类存在于橙叶油、玫瑰油、薰衣草油、斯时兰卡香茅油、苦橙花油和香柠檬、柠檬、白柠檬、柚子、甜橙等中。

## 制取
1、使香叶醇与氢碘酸反应，用碱除去过量氢碘酸，得到混有香叶醇的橙花醇，再进行水蒸气蒸馏或真空蒸馏，得橙花醇成品。
2、以橙花油为原料，先分馏除去萜类和芳樟醇，取伯醇馏分酯化成邻苯二甲酸酯，经提纯、皂化得香叶醇和橙花醇的混合物，加氯化铅除去香叶醇，残液用上法分离得橙花醇。
3、由柠檬醛在异丙醇铝-异丙醇溶液中还原，再经分离而得。
4、用芳樟醇在乙酐-乙酸钠存在下加热酯化，经皂化得到香叶醇和橙花醇的混合物，用上法分离。

## 用途
主要用于配制玫瑰型和橙花型等花香香精，草莓、树莓和柑橘类等水果型香精及日用化妆香精等。